# 幽灵行者2
《幽灵行者2》是一款由One More Level开发，505游戏发行的动作游戏。这部作品是2020年发行的《幽灵行者》的续作。作品于2023年10月26日面向Microsoft Windows、PlayStation 5、Xbox Series X/S发行，发行后得到了评论家积极的评价。

## 游戏玩法
与前作相似，游戏以第一人称视角进行。玩家控制的角色杰克非常敏捷，能够通过冲刺、跳跃、爬墙和滑行穿越危险的环境。杰克还可以利用抓钩在环境中移动，并使用“感官增强”（短暂减慢时间）。 游戏还引入了耐力条，它决定了玩家冲刺和偏转攻击的频率。虽然剑是玩家的主要武器，但杰克还可以使用多种特殊能力，这些能力可用于战斗场景和解决谜题。例如，“手里剑”能力允许杰克从远处击晕敌人以及触发远处的开关。杰克与绝大多数敌人均被设计为一击即死。
游戏背景设定在《幽灵行者》事件的一年后。杰克必须抵抗在达摩塔外集结的AI邪教。《幽灵行者2》引入了车辆战斗。在某些关卡中，杰克能够骑摩托车前行并与敌人战斗。游戏中的关卡更加非线性，玩家可以在面对敌人之前规划自己的路线。随着玩家在故事中的进展，杰克将解锁新的能力和升级。然而，摩托车无法升级。

## 制作与发行
《幽灵行者2》由总部位于波兰的One More Level开发。游戏总监Radoslaw Ratusznik将该游戏描述为《幽灵行者》的“进化版”。虽然设计具有挑战性，但团队引入了各种游戏玩法增强功能，使其对新玩家更友好。杰克的摩托车被添加到游戏中，因为团队认为它符合游戏的快节奏战斗和赛博朋克美学。

## 反响
| 汇总媒体   | 得分                                   |
| ---------- | -------------------------------------- |
| Metacritic | (PC) 81/100 (PS5) 80/100 (XSXS) 80/100 |

| 媒体           | 得分   |
| -------------- | ------ |
| Destructoid    | 8/10   |
| Digital Trends | [ 13 ] |
| Game Informer  | 8.5/10 |
| GamesRadar+    | [ 15 ] |
| HardcoreGamer  | 3.5/5  |
| IGN            | 9/10   |
| PC Gamer美国   | 65/100 |
| PCGamesN       | 9/10   |
| Push Square    | [ 20 ] |
| Shacknews      | 8/10   |
| VG247          | [ 22 ] |
| VideoGamer.com | 9/10   |

根据评论聚合网站Metacritic的数据，该作品在大多数平台上获得了“普遍好评”，并获得了2023年The Game Awards 2023的“最佳动作游戏”提名。
PCGamesN的Lauren Bergin给这款游戏打出了9/10的评分。